# Triple saut masculin aux Jeux olympiques d'été de 1960
Navigation
Melbourne 1956 Tokyo 1964
L'épreuve du triple saut masculin aux Jeux olympiques de 1960 s'est déroulée le 6 septembre 1960 au Stade olympique de Rome, en Italie.  Elle est remportée par le Polonais Józef Szmidt.

## Résultats

### Finale
| Rang               | Athlète              | Pays                       | Marque | Essais | Essais | Essais | Essais | Essais | Essais | Note |
| Rang               | Athlète              | Pays                       | Marque | 1      | 2      | 3      | 4      | 5      | 6      | Note |
| ------------------ | -------------------- | -------------------------- | ------ | ------ | ------ | ------ | ------ | ------ | ------ | ---- |
| Médaille d'or      | Józef Szmidt         | Pologne                    | 16.81  | 16.78  | x      | 16.81  | x      | 16.63  | 13.48  | OR   |
| Médaille d'argent  | Vladimir Goryayev    | Union soviétique           | 16.63  | 16.11  | 16.39  | 15.55  | 16.63  | 16.28  | x      |      |
| Médaille de bronze | Vitold Kreyer        | Union soviétique           | 16.43  | 16.21  | 16.00  | 15.96  | 16.01  | 15.91  | 16.43  |      |
| 4                  | Ira Davis            | États-Unis                 | 16.41  | x      | 16.41  | x      | 16.13  | x      | 16.05  |      |
| 5                  | Vilhjálmur Einarsson | Islande                    | 16.37  | 16.37  | 16.06  | 15.90  | 16.24  | x      | 16.36  |      |
| 6                  | Ryszard Malcherczyk  | Pologne                    | 16.01  | 15.87  | 16.01  | 15.83  | 15.82  | 13.18  | 14.66  |      |
| 7                  | Manfred Hinze        | Équipe unifiée d’Allemagne | 15.93  | 15.93  | x      | 15.84  |        |        |        |      |
| 8                  | Kari Rahkamo         | Finlande                   | 15.84  | 15.84  | x      | 15.71  |        |        |        |      |
| 9                  | Ian Tomlinson        | Australie                  | 15.71  | 15.40  | 15.71  | 13.29  |        |        |        |      |
| 10                 | Yevgeny Mikhaylov    | Union soviétique           | 15.67  | 15.50  | 15.67  | 14.83  |        |        |        |      |
| 11                 | Sten Erickson        | Suède                      | 15.49  | 15.49  | 15.32  | x      |        |        |        |      |
| 12                 | Fred Alsop           | Grande-Bretagne            | 15.49  | 15.49  | x      | x      |        |        |        |      |
| 13                 | John Baguley         | Australie                  | 15.22  | 14.88  | 15.16  | 15.22  |        |        |        |      |
| 14                 | Adhemar da Silva     | Brésil                     | 15.07  | x      | 14.87  | 15.07  |        |        |        |      |
| -                  | Pier Luigi Gatti     | Italie                     | -      | x      | x      | x      |        |        |        |      |